# 3384 Daliya
3384 Daliya este un asteroid din centura principală, descoperit pe 19 septembrie 1974 de Liudmila Cernîh.